# Град, Женевьева
Женевьева Град (фр. Geneviève Grad; 5 июля 1944, Париж — 8 ноября 2024, Ла-Шоссе-Сен-Виктор) — французская актриса. Особую популярность за пределами Франции приобрела, снявшись в комедиях о жандарме («Жандарм женится» и др.) режиссёра Жана Жиро.

## Биография
Женевьева Град родилась в Сент-Уане в 1944 году. Отец её работал наборщиком в газете France Soir.

### Карьера
В юности Женевьева не думала о карьере актрисы — она мечтала стать танцовщицей. В 15 лет она была замечена кем-то из продюсеров, после чего отправилась на кинопробы фильма Les adolescentes (Подростки) в Рим. Роли в том фильме она не получила, однако, благодаря знакомству с режиссёром Мишелем Буароном, Женевьева снялась в его картине Un soir sur la plage (Вечер на пляже). После чего чередовала работу в театре и в кино.
После звёздной роли в сериале о жандармах («Жандарм из Сен-Тропе», «Жандарм в Нью-Йорке», «Жандарм женится»), актриса постепенно покидала кинематограф. Одно время работала на TF1, затем — антикваром. Позднее стала служащей в администрации Вандома.

### Семья
Имеет сына Дмитрия (род. 1976) от французского телеведущего Игоря Богданова. Весной 1993 года вышла замуж за архитектора Жана Гийома после 11 лет совместной жизни.
Град умерла 8 ноября 2024 года в клинике в Ла-Шоссе-Сен-Виктор в возрасте 80 лет.

## Избранная фильмография
1. 1961 — Капитан Фракасс / Le Capitaine Fracasse (реж. — П. Гаспар-Юи; роль — Изабель, актриса из труппы)
2. 1962 — Арсен Люпен против Арсена Люпена / Arsène Lupin contre Arsène Lupin (реж. — Э. Молинаро; роль — Катрин, принцесса Полдавии)
3. 1963 — Сандокан — Тигр южных морей / Sandokan — Le Tigre de Bornéo (реж. — У. Ленци; роль — Мэри Энн, племянница лорда Гилонка)
4. 1964 — Жандарм из Сен-Тропе / Le Gendarme de Saint-Tropez (реж. — Ж. Жиро; роль — Николь Крюшо, дочь Людовика)
5. 1965 — Жандарм в Нью-Йорке / Le Gendarme à New York (реж. — Ж. Жиро; роль — Николь Крюшо)
6. 1968 — Жандарм женится / Le gendarme se marie (реж. — Ж. Жиро; роль — Николь Крюшо)